# Сирия на летних Олимпийских играх 1980
Сирия принимала участие в Летних Олимпийских играх 1980 года в Москве (СССР) в седьмой раз за свою историю, но не завоевала ни одной медали. Сборная страны состояла из 67 спортсменов (65 мужчин, 2 женщины), которые приняли участие в соревнованиях по лёгкой атлетике, боксу, футболу, дзюдо, стрельбе, тяжёлой атлетике и борьбе.